# Vampyr (planeur)
Pour les articles homonymes, voir Vampyr.
Le Vampyr était un planeur allemand conçu en 1921 par des étudiants et fabriqués par l'usine de wagons de Hanovre Hannoversche Waggonfabrik, HAWA.

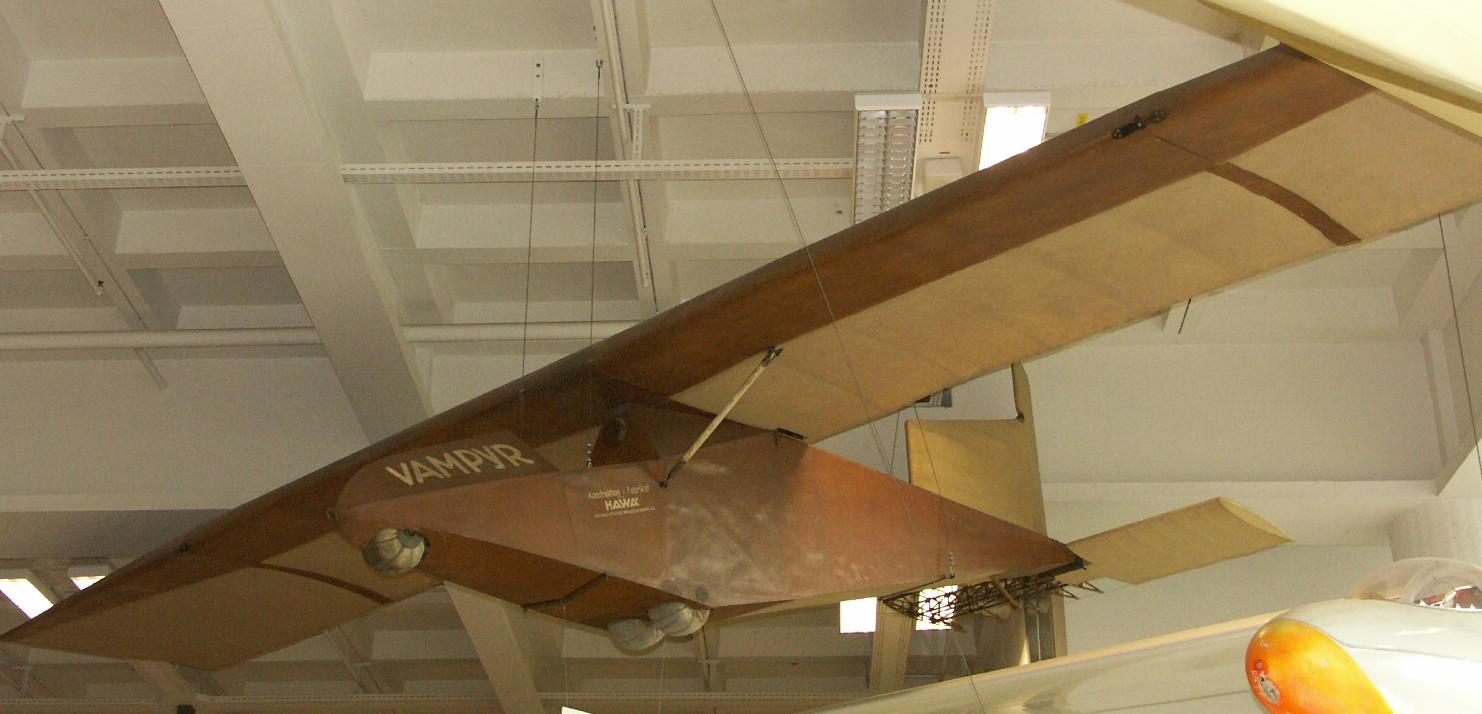
Le Vampyr exposé au Deutsches Museum (Munich)